# アミルカル・カブラル
アミルカル・ロペス・カブラル (ポルトガル語: Amílcar Lopes Cabral, 1924年9月12日 – 1973年1月20日)は、ポルトガル領ギニア（現：ギニアビサウ）出身の農業技術者、作家、革命家である。弟のルイス・カブラルも後にギニアビサウの初代大統領となった。

## 略歴
ポルトガル領ギニアのバファタで生まれる。両親はカーボベルデの出身で、父は教師だった。幼くしてカーボベルデに渡り、中等教育までをカーボベルデで受けた後、1945年から当時の宗主国であったポルトガルの首都リスボンで農学を学んだ。リスボンでの学生時代にリスボン大学でアンゴラ出身のアゴスティニョ・ネトと出会い、アフリカ人のナショナリズム運動を立ち上げた。
1952年にポルトガル人のマリア・エレーナ・カブラルと結婚した後にポルトガル領ギニアに戻り、農業技術者として働いた後にポルトガル領ギニアとカーボベルデの独立運動を展開し始めたため、当局によって1954年にアンゴラに追放された。帰国後1956年9月19日にギニアとカーボベルデの独立を目指すアフリカ独立党（PAI）を設立し、同年12月にはネトと共にアンゴラ解放人民運動（MPLA）の設立に携わっている。
カブラルの独立運動は当初は穏健なものだったが、1959年8月3日にポルトガル軍がビサウの港湾労働者のストライキを武力で弾圧したピジギチの虐殺の後、カブラルは武装闘争による独立を検討し、1960年10月にPAIを改組してギニア・カーボベルデ独立アフリカ党(Partido Africano da Independência da Guiné e Cabo Verde、PAIGC:ポルトガル語) を設立した。
1963年初頭に、カブラルはPAIGCを指導してティテのポルトガル軍基地を襲撃し、ギニアビサウ独立戦争が始まった。ギニア共和国やセネガルといった周辺諸国や、キューバをはじめとする東側諸国の支援を得た武装闘争によってPAIGCは着実に解放区を拡大し、カブラルはギニアビサウにおける実質的な指導者となった。
1972年にアフリカの国家独立のための準備として人民議会の創設を始めたが、翌年の1973年1月20日にギニアの首都コナクリにてポルトガル秘密警察PIDEの支援を受けた不満を持つかつての仲間によって暗殺された。
カーボベルデのサル島にあるアミルカル・カブラル国際空港の名の由来となっている。

## 著作
- アミルカル・カブラル/白石顕二、正木爽、岸和田仁訳『アフリカ革命と文化』亜紀書房、1980年10月。
- アミルカル・カブラル『アミルカル・カブラル―抵抗と創造』柘植書房、アミルカル・カブラル協会訳、1993

## 関連文献
- 小川了 著「独自性と曖昧性 - アミルカル・カブラルの言語観とカボ・ヴェルデの言語状況について」、真島一郎 編『二〇世紀〈アフリカ〉の個体形成 南北アメリカ・カリブ・アフリカからの問い』平凡社、2011年。